# Schiavon
Schiavon är en ort och kommun i provinsen Vicenza i regionen Veneto i Italien. Kommunen hade 2 615 invånare (2018).